# ガブリエル・ゴンサレス・ビデラ
ガブリエル・ゴンサレス・ビデラ（Gabriel González Videla, 1898年11月22日 - 1980年8月22日）はチリの政治家であり弁護士である。1937年人民戦線を結成し、1946年に大統領に就任した。急進党、社会党、チリ共産党の3党の連立内閣を組織した。1947年チリ共産党を連立政権から除外し親米政策を採択した。1952年9月に辞任した。
| 公職                                       | 公職                                 | 公職                                      |
| ------------------------------------------ | ------------------------------------ | ----------------------------------------- |
| 先代 フアン・アントニオ・イリバーレン (en) | チリ共和国大統領 第25代：1946 - 1952 | 次代 カルロス・イバーニェス・デル・カンポ |

この記述には、ダウムからGFDLまたはCC BY-SA 3.0で公開される百科事典『グローバル世界大百科事典』をもとに作成した内容が含まれています。